# Ras Musandam
La península de Musandam (àrab: شبه جزيرة مسندم, xibh jazīrat Musandam) és una península situada a l'extrem nord-est de la península Aràbiga, a la península d'Oman formant el promontori que finalitza la serralada del Hàjar. Forma la part nord de la governació de Musandam, a Oman, i està unida a la resta de la governació (el Russ al-Djibal) per l'istme de Maklab. Inclou nombroses badies fondes conegudes a la regió com a khwar. Musandam voldria dir ‘cap d'enclusa’.
Nearc l'esmenta el 326 aC però amb el nom de Maketa, nom que també li donen Erastòtenes, Estrabó i segurament Plini. El Periplus esmenta la cadena de l'Asabon (d'aquest nom derivaria Qasab, la principal població). Els primers indicis de poblament són d'època sassànida, vers el segle iv aC. No és esmentat pels geògrafs musulmans, i no apareix fins a les exploracions portugueses que l'anomenaren Cabo de Mocamdam (1564) i que esmenten també Casapo (Khasab) el 1571. Després els nom es repeteixen diverses vegades. Els portuguesos van establir alguns fortins a la zona al segle xvi (a Sifa Maklab el segle XVII). Encara que estrictament només era l'extrem nord de la península d'Oman, el nom de Ras Musandam es va estendre sovint a tot el nord de la península. A la segona meitat del segle xviii el sultà de Muscat va cobrar impostos a la zona pel comerç per l'Estret. Als primers anys del segle xix els seus khwar foren refugi dels pirates Kawasim (de Djulfar/Ras al-Khaimah). El 1809 la Companyia Britànica de les Índies Orientals s'hi va instal·lar d'acord amb el sultà de Mascat per controlar als Kawasim. La costa va ser explorada per orde de Stuart Elphinstone, governador de Bombai, el 1820. El 1862 es va tirar un cable telegràfic fins a l'Índia que va estar operatiu fins al 1956. El 1908 tenia 13.750 habitants. El 1970 la població no havia augmentat gaire i la tribu principal eren els Shihuh, seguits del Dhahiriyya. En la delimitació fronterera el sur del Ruus al-Djabal fou reconegut com a part de l'emirat de Ras al Khaymah i la població de Diba va quedar sota sobirania conjunta d'Oman, Fujeira i Sharjah.
Antigament s'anomenava Ras Musandam, ‘cap de Musandam’, nom que ha caigut en desús, substituït per Musandam. Forma una governació omanita amb capital a Qasab, que inclou, a més de la península, la part continental, amb les muntanyes de Ruus al-Djibal, i l'enclavament de Madha, als Emirats Àrabs Units.